# Burlington House (New York City)
Burlington House este o clădire ce se află în New York City.

## Legături externe
- Emporis
- Skyscraperpage